# Email spoofing

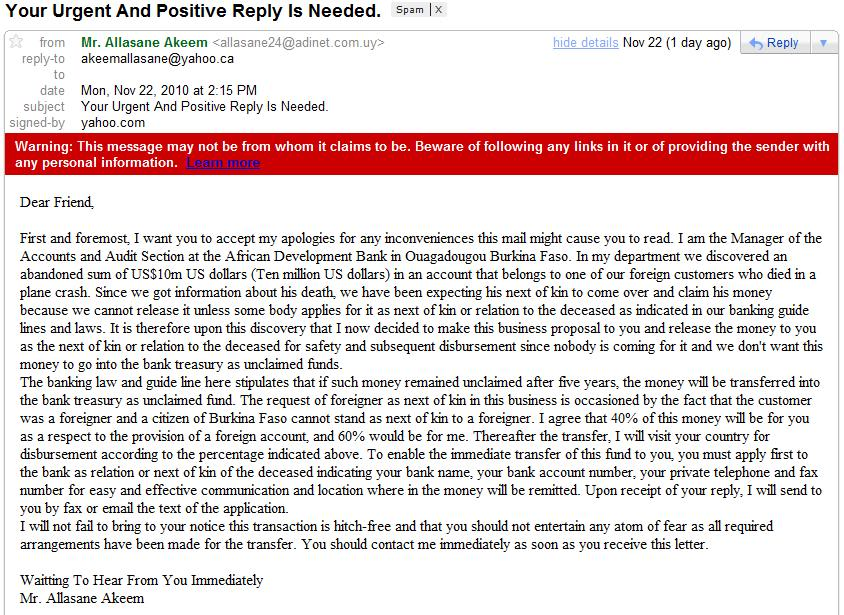
Email spoofing pode fazer usuários caírem em golpes

Email spoofing é um artifício utilizado por spammers para falsificar o remetente de uma mensagem de e-mail.
O envio de e-mails é baseado no protocolo SMTP, que não exige senha ou autenticação do remetente. Por conta disto, um servidor de transporte de e-mail (MTA, do inglês Mail Transfer Agent) pode identificar-se como sendo do domínio A, mesmo não o sendo.
Os spammers utilizam esta flexibilidade do protocolo para, dentre outros exemplos, se fazer passar por uma instituição financeira e mandar um e-mail em nome do banco solicitando a senha ou outros dados do correntista (prática conhecida por phishing).